# 심리적 공포
심리적 공포는 호러의 세부장르로, 심리 상태에 집중해 독자에게 혼돈, 공포 등의 감정을 유발하는 심리 문학이다.
심리적 공포는 공포와 심리적 소설의 하위 장르로, 특히 정신적, 감정적, 심리적 상태에 초점을 맞춰 관객을 놀라게 하거나 불안하게 만든다. 이 하위 장르는 심리 스릴러의 관련 하위 장르와 자주 중첩되며, 종종 불안정하거나 신뢰할 수 없거나 불안한 심리적 상태를 가진 미스터리 요소와 캐릭터를 사용하여 설정과 플롯의 서스펜스, 드라마, 액션 및 편집증을 강화하고 전체적으로 오싹함을 제공한다. 불쾌하거나 불안하거나 고통스러운 분위기를 조성한다.

## 비디오 게임
심리적 공포 비디오 게임은 서바이벌 호러의 하위 장르이다. 판타스마고리아 (비디오 게임), 콥스 파티, 사일런트 힐 (비디오 게임) 등이 이 장르의 일부로 간주된다.

## 같이 보기
- 부조리
- 우주적 공포
- 고딕물
- 호러와 테러
- 편집물